# Compton Verney
Compton Verney – wieś w Anglii, w hrabstwie Warwickshire. Leży 13 km na południe od miasta Warwick i 123 km na północny zachód od Londynu.